# Sophronica striatopunctata
Sophronica striatopunctata là một loài bọ cánh cứng trong họ Cerambycidae.